# Partido Arrecifes
Partido Arrecifes (hiszp. Partido de Arrecifes; w latach 1901-1997 Bartolomé Mitre) – jedno z 135 partidos, znajduje się w prowincji Buenos Aires. Siedzibą administracyjną jest miasto Arrecifes. Funkcję Intendenta pełni Dr. Daniel Néstor Bolinaga. Partido Arrecifes ma powierzchnię 1 180 km², w 2010 r. zamieszkiwało w nim 29 tys. mieszkańców (13 979 mężczyzn i 15 065 kobiet).

Partido Arrecife zostało utworzone w 1784 r., kiedy tereny te były częścią Wicekrólestwa La Platy. W 1901 r. zmieniono jego nazwę na Bartolomé Mitre, na cześć 6. Prezydenta Argentyny, a w 1997 r. powrócono do nazwy Arrecifes

## Miejscowości
W partido Arrecifes znajdują się następujące miejscowości:

- Arrecifes
- Todd
- Viña

## Demografia
Zmiana liczby ludności w latach 1869 – 2010 na podstawie kolejnych spisów ludności.